# Пеер Рабен
Пеер Рабен (нім. Peer Raben), справжнє ім'я Вільгельм Рабенбауер (нім. Wilhelm Rabenbauer) (нар.3 липня 1940, Фіхтах, Баварія — †21 січня 2007, Міттерфельс, Баварія) — німецький композитор, актор, продюсер, автор саундтеків для кінострічок Райнера Вернера Фассбіндера.

## Біографія
Вільгельм Рабенбауер народився в Баварії 3 липня 1940. Навчався музиці в багатьох навчальних закладах та працював у різних німецьких державних театрах. У 1966 займався режисерською діяльністю в мюнхенському Акціон театрі, в цьому ж році познайомився з Райнером Вернером Фассбіндером. Через деякий час після моменту знайомства між двома чоловіками розпочалася дружба й тісне співробітництво. Пеер Рабен став продюсером дебютної кінострічки Фассбіндера «Любов холодніша за смерть» (1969) та ряду наступних його фільмів, в них він також виступив як композитор та зіграв другорядні ролі. Після смерті Фассбіндера у 1982 залишився в кінематографі, співпрацював з театральним режисером Петером Задеком та режисером Вонг Карваєм. Також співпрацював з рядом інших німецьких та закордонних режисерів — Робертом ван Акереном (нім. Robert van Ackeren), Барбетом Шредером, Даніелем Шмідом (нім. Daniel Schmid), Гансгюнтером Гейме (нім. Hansgünther Heyme), Ульріке Оттінгер (нім. Ulrike Ottinger), Томом Тоелле (нім. Tom Toelle) та Персі Адлоном (англ. Percy Adlon).
Крім співробітництва з режисерами, Рабен також сам займався режисерською діяльністю — його власними роботами є кінострічки «Die Ahnfrau — Oratorium nach Franz Grillparzer» (1971), «Адела Шпіцедер» (нім. Adele Spitzeder) (1972) та «Heute spielen wir den Boß» (1981), у першому та третьому фільмах вже як актор виступив давній компаньойон Рабена Райнер Вернер Фассбіндер.

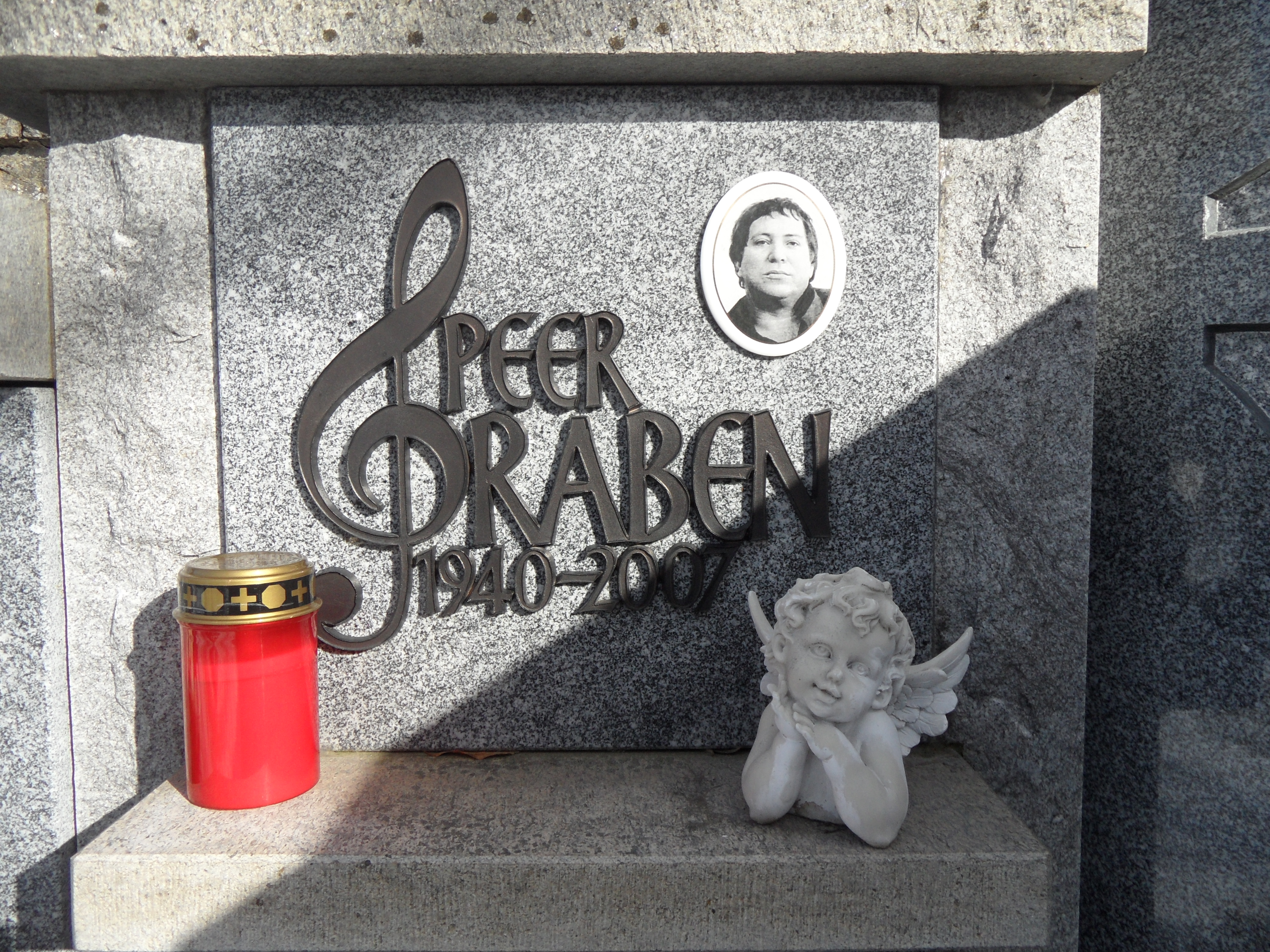
Могила Пеера Рабена

Співробітник журналу «Bright Lights Film Journal» Сі Джеррі Катнер (англ. C Jerry Kutner) називає музику Рабена «гіркувато-солодкою» та порівнює з «шарманкою, що грає на вуличному закутку Берліна Ланга», також вважає її «меланхолічною, як танго, що звучить у паризькому борделі». Самого Рабена Катнер порівнює з такими композиторами першої половини XX століття, як Ігор Стравінський, Бела Барток та Курт Вайль.
Пеер Рабен мав гомосексуальну орієнтацію. Був у нетривалих відносинах з Райнером Вернером Фассбіндером під час їхнього проживання у спільних апартаментах з акторкою Ірм Херманн.
Пеер Рабен помер від раку 21 січня 2007 у Баварії.

## Нагороди
| Рік  | Нагорода                                                        | Результат |
| ---- | --------------------------------------------------------------- | --------- |
| 1980 | Золота кінонагорода (англ. Film Award in Gold)                  | Перемога  |
| 1984 | Золота Малина (англ. Razzie Award)                              | Номінація |
| 2003 | Приз кінофестивалю «Берлінале» (англ. Berlinale Camera)         | Перемога  |
| 2004 | Золотий Кінь (англ. Golden Horse Award)                         | Перемога  |
| 2005 | Гонконгська кінопремія (англ. Hong Kong Film Award)             | Перемога  |
| 2006 | Премія за життєві досягнення (англ. Lifetime Achievement Award) | Перемога  |

## Фільми

### Власні режисерські роботи
- Die Ahnfrau — Oratorium nach Franz Grillparzer (1971)
- Adele Spitzeder (1972)
- Heute spielen wir den Boß (1981)

### Композитор
- Liebe ist kälter als der Tod (1969)
- Katzelmacher (1969)
- Götter der Pest (1970)
- Der amerikanische Soldat (1970)
- Whity (1971)
- Pioniere in Ingolstadt (телевізійний фільм, 1971)
- Mathias Kneissl (1971)
- Rio das Mortes (телевізійний фільм, 1971)
- Warnung vor einer heiligen Nutte (1971)
- Die Zärtlichkeit der Wölfe (1973)
- Bolwieser (телевізійний фільм, 1977)
- Despair (1978)
- In einem Jahr mit 13 Monden (1978)
- Berlin Alexanderplatz (1980)
- Looping (1981)
- Lola (1981)
- Lili Marleen (1981)
- Tatort (телесеріал, 1981—1987)
- Querelle (1982)
- Bismarck (мінісеріал, 1990)
- Ma saison préférée (1993)
- Fassbinder in Hollywood (документальний фільм, 2002)
- Ерос (2004)
- Mondo Lux — Die Bilderwelten des Werner Schroeter (документальний фільм, 2011)

### Акторські роботи
- Italienische Nacht (1966)
- Der Bräutigam, die Komödiantin und der Zuhälter (короткометражний фільм, 1968)
- Liebe ist kälter als der Tod (1969)
- Die Revolte (телевізійний фільм, 1969)
- Das Kaffeehaus (телевізійний фільм, 1970)
- Warum läuft Herr R. Amok (1970)
- Der amerikanische Soldat (1970)
- Die Niklashauser Fart (телевізійний фільм, 1970)
- Acht Stunden sind kein Tag (мінісеріал, 1972)
- Die Zärtlichkeit der Wölfe (1973)
- Ich will doch nur, daß ihr mich liebt (телевізійний фільм, 1976)
- Alpensaga (телесеріал, 1979)
- Die dritte Generation (1979)
- Berlin Alexanderplatz (мінісеріал, 1980)
- Malou (1981)
- L'air du crime (1984)